# Unbreakable (álbum de Backstreet Boys)
Unbreakable es el sexto álbum de estudio realizado por Backstreet Boys. Fue lanzado al mercado el 24 de octubre de 2007 en Japón y el 30 de octubre en los Estados Unidos por Jive Records. Este es el primer álbum de Backstreet Boys sin Kevin Richardson, El disco contiene varios estilos musicales y también un "Intro" algo totalmente nuevo para el grupo, además de contar con la participación de JC Chasez (Exintegrante de NSYNC) como productor en la canción "Treat Me Right".
En Japón, Brasil y Turquía el álbum alcanzó # 1 en su primera semana y vendiendo 102.043 copias. Mantuvo su posición # 1 por segunda semana consecutiva superando a todos los discos nacionales de la competencia japonesa, una hazaña notable para una banda extranjera. En los Estados Unidos, el álbum debutó en el número siete, las ventas llegaron a 81.000 copias en su primera semana. Aunque el álbum es un éxito moderado en todo el mundo, vendiendo más de 1 millón de ejemplares, no coincide con el éxito de Never Gone en los EE. UU. donde sólo 1.100.000 copias se vendieron en las primeras cuatro semanas. 
Poco después de que Nick Carter anunciara que el tercer sencillo sería "Everything But Mine", Jive Records no les permite realizarlo debido al poco éxito alcanzado, posteriormente realizan una encuesta en "MySpace" Italia para que los fanes elijan el tercer sencillo, la canción ganadora resultó ser "Treat Me Right" y nuevamente la empresa discográfica no les permitió realizarlo.

## Historia
En julio de 2007, se anunció que los Backstreet Boys lanzarían un álbum nuevo el 30 de octubre de 2007, el primer álbum del nuevo material en dos años. Los rumores de títulos para el álbum incluían End to Beginning y Motivation antes que Brian Littrell y A.J. McLean confirmaran el 13 de agosto de 2007 que el título del álbum sería Unbreakable. Entre los productores se incluía a Dan Muckala, que produjo el sencillo exitoso de 2005 "Incomplete", y Rob Wells. Es el primer álbum de los Backstreet Boys en que Kevin Richardson no está en él, ya que había dejado la banda en junio el año anterior.
En una entrevista con la revista INROCK, Brian Littrell dijo que el álbum incluiría varios estilos musicales, combinando su sonido de 1990 con el sonido por guitarra pop rock. Los chicos escribieron cinco canciones en este álbum junto con el compositor Jeremy Carpenter de Kentucky. (Incluyendo "Intro").
El 2 de octubre de 2007, las canciones "Unmistakable" y "Something That I Already Know" fueron lanzadas en Promosquad y RateTheMusic. Al día siguiente, una estación de radio japonesa filtró la introducción del álbum, junto con al canción, "Everything But Mine."
El tema de cierre del álbum, "Unsuspecting Sunday Afternoon", se divide en dos partes. La primera parte comienza en el álbum, y es una versión de un minuto a capela del estribillo, listada como "Intro" en el álbum. La segunda parte cierra el álbum, y tiene cerca de tres minutos y medio de duración. Comenzando sólo con un piano, la canción luego tiene batería e instrumentos orquestales, seguido por un solo de guitarra eléctrica y armonías atmosféricas. Todos los cuatro miembros escribieron la canción y la aclamaron la mejor canción del álbum.

## Sencillos
"Something That I Already Know" y "Unmistakable" fueron lanzadas como sencillos promocionales el 2 de octubre de 2007 a las radios estadounidenses. Gracias a estas canciones el álbum pudo tener buenas ventas en la primera semana de estreno.
"Inconsolable" es el primer sencillo de su sexto álbum de estudio Unbreakable que fue lanzado el 30 de octubre de 2007. El exitoso sencillo explotó en las radios estadounidenses el 27 de agosto de 2007. Fue estrenada por Jive en Z-100 el 6 de agosto. Fue escrita y producida por Emanuel Kirikaou "What's Left Of Me" de Nick Lachey, "Ordinary World" de Katharine McPhee), y coescrita por SibeRya, Lindy Robbins y Jess Cates ("Incomplete" de Backstreet Boys).
"Helpless When She Smiles" fue el próximo sencillo de Unbreakable. Había recibido airplay en WKSS en Hartford, CT, pero esto fue por The WKSS Hey Yo! en que los Backstreet Boys fueron titulares. Estas noticias fueron oficialmente confirmadas por los chicos cuando estaban tras de escenario. De acuerdo a los rumores, habían expresado descontento con la decisión del sello discográfico en elegir "Helpless When She Smiles" como el segundo sencillo, sintiendo que sonaba demasiado a sus sencillos anteriores. Jive Records negó esto. 
El vídeo de "Helpless When She Smiles" fue filmado el 13 de noviembre de 2007, en el Parque nacional de Árboles de Josué, CA. El vídeo se estrenó en Yahoo! Music el miércoles 12 de diciembre de 2007.

## Lanzamiento en DVD
Hay un DVD de la gira como se ha dicho por los chicos en una entrevista después del show en Londres el 14 de mayo, la grabación del DVD tuvo lugar allí y puede ser verificado por muchos fanes que asistieron los eventos, diciendo que había cámaras y diferentes micrófonos para grabar el show. El show utilizó pirotecnia por primera vez en esta gira durante este show. 

## Ventas y recepción
El álbum recibió críticas mixtas con los críticos diciendo que era una mejora con respecto a su regreso del álbum Never Gone hacía dos años atrás. A pesar de las críticas positivas, se convirtió en uno de sus álbumes menos exitosos. En los Estados Unidos, el álbum debutó en el número siete, vendiendo cerca de 81,000 copias en su primera semana. Sin embargo, las ventas cayeron rápidamente. En la segunda semana, el álbum cayó del número diez con 45,000 copias vendidas. Cayó al número cincuenta y dos en su tercera semana con 20,000 copias vendidas. Cayó al número setenta y ocoho en su cuarta semana con 5,000 copias haciendo un total de ventas de 151,000 copias en los EE. UU.
En Japón, el álbum vendió 102,043 copias en su primera semana, y fue al número uno en las listas de Oricon. Mantuvo su posición número uno durante una segunda semana superando todas las competencias japonesasm una hazaña notable para una banda extranjera.

## Lista de canciones
- Edición estándar

| Unbreakable |                                                                               |                                                                      |                          |          |  |
| N.º         | Título                                                                        | Escritor(es)                                                         | Productor (es)           | Duración |  |
| 1.          | «Intro»                                                                       | Brian Littrell, A.J. McLean, Howie Dorough, Nick Carter, Dan Muckala | Muckala                  | 1:03     |  |
| 2.          | «Everything But Mine»                                                         | Jess Cates, Muckala, Lindy Robbins                                   | Muckala                  | 4:09     |  |
| 3.          | «Inconsolable»                                                                | Cates, Emanuel Kiriakou, Robbins, SibeRya                            | Kiriakou                 | 3:36     |  |
| 4.          | «Something That I Already Know»                                               | Zukhan Bey, Kara Dioguardi, David Hodges, Mitch Allan                | Allan, Dioguardi, Hodges |          |  |
| 5.          | «Helpless When She Smiles»                                                    | Brett James, Christopher Lindsey, Aimee Mayo, Thomas Verges          | John Shanks              | 4:04     |  |
| 6.          | «Any Other Way»                                                               | Cates, Muckala, Robbins                                              | Muckala                  | 3:26     |  |
| 7.          | «One in a Million»                                                            | Littrell, McLean, Dorough, Carter, Cates, Muckala, Robbins           | Muckala                  | 3:35     |  |
| 8.          | «Panic»                                                                       | Carter, Dorough, Littrell, McLean, Billy Mann, Muckala               | Muckala                  | 2:55     |  |
| 9.          | «You Can Let Go»                                                              | Cates, Muckala, Robbins                                              | Muckala                  | 3:35     |  |
| 10.         | «Trouble Is»                                                                  | D. Mescall, M. Sutton, P. Sheyne                                     | John Shanks              | 3:37     |  |
| 11.         | «Treat Me Right»                                                              | McLean, JC Chasez, T. Feemster                                       | Neff-U & JC Chasez       | 4:12     |  |
| 12.         | «Love Will Keep You Up All Night»                                             | Dave Schuler, Mann, Brian Paturalski, Larry Gold                     | Mann                     | 4:17     |  |
| 13.         | «Unmistakable»                                                                | Adam Anders, Nikki Hassman, Muckala                                  | Muckala, Anders          | 3:49     |  |
| 14.         | «Unsuspecting Sunday Afternoon»                                               | Carter, Dorough, Littrell, McLean, Mann, Muckala                     | Muckala                  | 3:24     |  |
| 15.         | «Downpour» (Bonus Track Edición Deluxe)                                       | Cates, Kiriakou, Robbins                                             | Kiriakou                 | 3:24     |  |
| 16.         | «In Pieces» (Bonus Track Edición Deluxe)                                      | Cates, Muckala, Robbins                                              | Muckala                  | 3:45     |  |
| 17.         | «Nowhere To Go» (Bonus Track Edición Deluxe)                                  | Rob Wells, Cates, Robbins                                            | Wells                    | 2:52     |  |
| 18.         | «Inconsolable» (Jason Nevins Radio Mix)(Bonus Track Edición Tour)             | Cates, Kiriakou, Robbins                                             | Kiriakou                 | 3:37     |  |
| 19.         | «Helpless When She Smiles» (Jason Nevins Radio Mix)(Bonus Track Edición Tour) | Brett James, Christopher Lindsey, Aimee Mayo, Thomas Verges          | John Shanks              | 4:24     |  |
| 20.         | «Satellite» (Bonus Track Edición Tour)                                        | Muckala, Ralf Hamm                                                   | Muckala                  | 3:28     |  |

- Bonus DVD

| Unbreakable |                                            |          |  |
| N.º         | Título                                     | Duración |  |
| 1.          | «Inconsolable» (Vídeo)                     |          |  |
| 2.          | «The Making Of "Inconsolable"»             |          |  |
| 3.          | «Helpless When She Smiles» (Vídeo)         |          |  |
| 4.          | «The Making Of "Helpless When She Smiles"» |          |  |
| 5.          | «9 Días en Tokio» (Documental)             |          |  |

## Canciones no lanzadas
- "Happily Never After" (Ne-Yo, Shea Taylor)
- "Evergreen" (Machopsyco, Billy Mann, Vincent Pontare, Sophia Somajo)
- "Story Of My Life" (C. Butler, B. Daly, Howie Dorough, B. Glover, Brian Littrell, N. McCarthy, A.J. McLean)

## Listas
| Lista                                    | País           | Posición máxima | Certificación | Ventas   |
| ---------------------------------------- | -------------- | --------------- | ------------- | -------- |
| Australian ARIA Albums Chart             | Australia      | 25              |               |          |
| Austrian Albums Chart                    | Austria        | 21              |               |          |
| Belgian Albums Chart (Flanders)          | Bélgica        | 47              |               |          |
| Belgian Albums Chart (Walonia)           | Bélgica        | 37              |               |          |
| Canadian Albums Chart                    | Canadá         | 2               | Gold          | 50,000+  |
| Danish Albums Chart                      | Dinamarca      | 36              |               |          |
| French Albums Chart                      | Francia        | 127             |               |          |
| Finnish Top 40 Albums                    | Finlandia      | 27              |               |          |
| German Albums Chart                      | Alemania       | 4               |               |          |
| Irish Albums Chart                       | Irlanda        | 26              |               |          |
| Federation of the Italian Music Industry | Italia         | 15              |               |          |
| Japan Oricon Album Chart                 | Japón          | 1               | Platinum      | 250,000+ |
| Dutch Albums Chart                       | Países Bajos   | 10              |               |          |
| Mexican Albums Chart                     | México         | 23              |               |          |
| Portugal Albums Top 30                   | Portugal       | 18              |               |          |
| Russian Albums Chart                     | Rusia          |                 | Gold          | 10,000+  |
| Spain Albums Top 100                     | España         | 7               |               |          |
| Swedish Top 60                           | Suecia         | 28              |               |          |
| Swiss Albums Chart                       | Suiza          | 6               |               |          |
| UK Albums Chart                          | Reino Unido    | 21              |               |          |
| Billboard 200                            | Estados Unidos | 7               |               |          |

## Lanzamiento
| Región        | Fecha                 |
| ------------- | --------------------- |
| Japón         | 24 de octubre de 2007 |
| Bélgica       | 26 de octubre de 2007 |
| Finlandia     | 26 de octubre de 2007 |
| Alemania      | 26 de octubre de 2007 |
| Italia        | 26 de octubre de 2007 |
| Países Bajos  | 26 de octubre de 2007 |
| Noruega       | 26 de octubre de 2007 |
| Polonia       | 26 de octubre de 2007 |
| Suecia        |                       |
| Australia     | 27 de octubre de 2007 |
| Austria       | 27 de octubre de 2007 |
| Dinamarca     | 27 de octubre de 2007 |
| Irlanda       | 27 de octubre de 2007 |
| Nueva Zelanda | 27 de octubre de 2007 |
| Suiza         |                       |

| Región          | Fecha                 |
| --------------- | --------------------- |
| República Checa | 29 de octubre de 2007 |
| Francia         | 29 de octubre de 2007 |
| Grecia          | 29 de octubre de 2007 |
| Portugal        | 29 de octubre de 2007 |
| España          | 29 de octubre de 2007 |
| Ucrania         | 29 de octubre de 2007 |
| Reino Unido     |                       |
| Canadá          | 30 de octubre de 2007 |
| México          | 30 de octubre de 2007 |
| Estados Unidos  | 30 de octubre de 2007 |
| Israel          | 31 de octubre de 2007 |
| Tailandia       | 31 de octubre de 2007 |

| Región    | Fecha                   |
| --------- | ----------------------- |
| China     | 2 de noviembre de 2007  |
| Hong Kong | 2 de noviembre de 2007  |
| Filipinas | 2 de noviembre de 2007  |
| Malasia   | 2 de noviembre de 2007  |
| Taiwán    |                         |
| Vietnam   |                         |
| Rusia     | 5 de noviembre de 2007  |
| Brasil    | 10 de noviembre de 2007 |
| Indonesia | 16 de noviembre de 2007 |
| India     | 22 de noviembre de 2007 |
| Corea     | 22 de noviembre de 2007 |
| Singapur  | 22 de noviembre de 2007 |